# Туркменистан на летних Азиатских играх 2014
Туркменистан принимал участие в летних Азиатских играх 2014 года в Инчхоне (Республика Корея). Туркменистан был представлен 80 спортсменами в 12 видах спорта.

## Медалисты
| Медаль  | Спортсмен              | Вид спорта | Дисциплина                              |
| ------- | ---------------------- | ---------- | --------------------------------------- |
| Серебро | Гульбадам Бабамуратова | Дзюдо      | Женщины, до 52 кг                       |
| Бронза  | Сердар Худайбердыев    | Бокс       | Мужчины, до 69 кг                       |
| Бронза  | Азиз Бебитов           | Бокс       | Мужчины, до 62 кг                       |
| Бронза  | Шермет Перманов        | Борьба     | Мужчины, греко-римская борьба, до 71 кг |
| Бронза  | Салахеддин Байрамов    | Ушу        | Мужчины                                 |
| Бронза  | Дженнет Айназарова     | Ушу        | Женщины                                 |